# Rábai Balázs
Rábai Balázs (Zirc, 1974. október 5. –) magyar televíziós és rádiós műsorkészítő, riporter, hangosbemondó, filmnarrátor, újságíró és egyetemi oktató. 2020 óta az Egy Csepp Figyelem Alapítvány nagykövete Szellő Istvánnal.
Az RTL késő esti és a hétvégi híradójának műsorvezetője.

## Tanulmányai
Veszprémben járt iskolába. 1989 és 1993 között a veszprémi Kereskedelmi és Vendéglátóipari Szakközépiskolán végzett. 1993–1994 között Budapest Média Intézetében újságíró tanfolyamot végzett. 1998–2003 a szegedi József Attila Tudományegyetem kommunikáció szakos bölcsész képesítést szerzett.

## Élete, pályája
A '80-as évek végén kezdett el érdeklődni az újságírás iránt.
1996 óta a MÁV hangja Szalóczy Pál hangját váltva.
Karrierjét a helyi sajtónál kezdte riporterként. A veszprémi televízió és rádió után szerkesztő-műsorvezetőként dolgozott a Magyar Televízió Szombathelyi Körzeti Stúdiójában és tudósította a Magyar Rádió Győri Körzeti Szerkesztőségét. 2000-ben az MTV Híradójának műsorvezetői székébe került, majd két évig az InfoRádió hírszerkesztő-hírolvasója volt. Innen tért vissza 2003 januárjában a közszolgálati televízió hírműsorához. 2005 májusától a Magyar Televízió Az Este című Pulitzer-díjas hírmagazinjának műsorvezetője lett, ahol Krizsó Szilviával váltották egymást. 2006-ban Süveges Gergővel vezette a Gyurcsány Ferenc és Orbán Viktor miniszterelnök-jelölti vitát.
A televíziós műsorkészítés után, Such György elnök felkérésére, részt vett a Magyar Rádió átalakításában, a hallgatottság növelésében. A Kossuth Rádió Krónika című hírműsorában 2007. február 3-án debütált, később a 180 perc című műsorban dolgozott. Az MTV átszervezésekor Rábait is kirakták. Ezután fél évet Ausztráliában, az Inforum Education egyetemen töltött tanulással.
Majd 2011-ben felvették a Pátria Rádióhoz, ahol a reggeli műsort vezette. Néhány hónap után távozott a rádió csatornától. 2012-ben érkezett az RTL hírszerkesztőségébe, ahol először az RTL II Híradójának vezetését kapta feladatul, majd Szabados Ágnessel ők lettek a hétvégi RTL Híradó műsorvezetői.
2014 decemberében a Kiskegyed Rejtvény címlapján szerepelt.
2016-ban az RTL Híradó egy rendhagyó epizódjában közösen vezette a mindhárom kollégájával, Erős Antóniával, Szellő Istvánnal és Szabados Ágnessel.
2017. augusztusa óta az Átrium hangosbemondója, az „Átrium Hangja”. Ezen év decemberében példaképét, Baló Györgyöt helyettesítette a Magyarul Balóval műsorban.
2018 áprilisában az országgyűlési választáson az RTL választási műsorában az eredmény elemzéseket vezette.
2019 februárjában először vett részt Story Gálán, ahova kolléganőjét, Szabados Ágnest kísérte el.
2020 januárja óta a – 2019 márciusában elhunyt  – Baló Györgyről elnevezett stúdióban, a Baló György Hírstúdióban készíti kollégáival az RTL Híradóját. Ugyanezen év szeptemberében részt vett kolléganője, Erős Antónia az Egy Csepp Figyelem Alapítvány 15. évfordulóján, ahol nagykövet rangot kapott másik kollégájával Szellő Istvánnal.
2021 szeptemberében és novemberében ő vezette az ellenzéki előválasztás miniszterelnök-jelölti vitáját.
2022. július 1-én rendhagyó módon Szellő Istvánnal vezette az RTL Híradóját, melynek célja, hogy felhívják a figyelmet az élő-online közvetítésére.
Óraadó tanár a Szegedi Tudományegyetemen, ahol az elektronikus újságíró szakos hallgatóknak tart előadásokat. Hangja gyakran hallható színházakban, illetve filmekben is.
2022-ben elfogadta a felkérést és nagykövete lett a 100 szóban Veszprém című közösségi irodalmi pályázatnak.

## Filmográfia

### Televízió és online
| Év         | Műsor                       | Szerepkör              | Csatorna           | Megjegyzés                                                                 |
| ---------- | --------------------------- | ---------------------- | ------------------ | -------------------------------------------------------------------------- |
| 1994       | Veszprém Híradó             | riporter               | Veszprém TV        |                                                                            |
| 1995–1998  | Veszprém Híradó             | szerkesztő–műsorvezető | Veszprém TV        |                                                                            |
| 1996–2000  | Szombathelyi Híradó         | szerkesztő–műsorvezető | Magyar Televízió   |                                                                            |
| 2002–2005  | Híradó                      | szerkesztő–műsorvezető | MTV1               |                                                                            |
| 2005–2007  | Este                        | műsorvezető            | MTV1               |                                                                            |
| 2006       | Választási Vita 2006        | műsorvezető            | RTL Klub           | Süveges Gergővel vezette                                                   |
| 2012–2016  | RTL II Híradó               | műsorvezető            | RTL II             |                                                                            |
| 2016–jelen | RTL Híradó                  | műsorvezető            | RTL Klub           | Szabados Ágival vezeti                                                     |
| 2017–2018  | Story Extra                 | szereplő               | RTL Klub           | 2 epizód                                                                   |
| 2017       | Magyarul Balóval            | műsorvezető            | RTL Klub           | Baló Györgyöt helyettesítette                                              |
| 2017–jelen | RTL Híradó                  | műsorvezető            | RTL Klub           |                                                                            |
| 2018       | Választás 2018              | műsorvezető            | RTL Klub           |                                                                            |
| 2018–jelen | Reggeli                     | szereplő               | RTL Klub           | Vendég; 2 epizód                                                           |
| 2019       | Európa választ              | műsorvezető            | RTL Klub           |                                                                            |
| 2019       | Házon kívül                 | szereplő               | RTL Klub           | Epizód: „2019-12-10”                                                       |
| 2021       | StúDió Veszprém Podcast     | szereplő               | StúDió Veszprém    | Vendég; Epizód: „Ma már felidegesítem magam, elég csak televíziót néznem!” |
| 2021       | Előválasztás 2021           | műsorvezető            | RTL Klub/RTL Most+ | 2 epizód                                                                   |
| 2022       | RTL Híradó – Választás 2022 | műsorvezető, riporter  | RTL Klub           | Választás utáni beszélgetőműsor                                            |

#### Reklám
Balázs gyakran szerepel az RTL társadalmi-felhívó reklámjaiban.
| Év   | Cím                   | Cél                                      | Forr.  |
| ---- | --------------------- | ---------------------------------------- | ------ |
| 2020 | #együttsikerül        | Covid19-pandémia alatti segítségnyújtás  | [ 21 ] |
| 2022 | Persze hogy szavazok! | Szavazásra buzdítani a 22-es választásra | [ 22 ] |

### Rádió
| Év        | Műsor             | Szerepkör                 | Rádió         | Megjegyzés                                                                                 |
| --------- | ----------------- | ------------------------- | ------------- | ------------------------------------------------------------------------------------------ |
| 1995–1999 | Veszprém Híradó   | műsorvezető               | Rádió Jam     |                                                                                            |
| 2000–2002 | InfoRádió hírei   | hírszerkesztő–műsorvezető | InfoRádió     |                                                                                            |
| 2007      | Krónika           | műsorvezető               | Kossuth Rádió |                                                                                            |
| 2007–2011 | 180 perc          | szerkesztő–műsorvezető    | Kossuth Rádió |                                                                                            |
| 2012      | Reggeli (Raňajky) | műsorvezető               | Pátria Rádió  | Szlovák műsor                                                                              |
| 2021      | Ötös              | szereplő                  | Klubrádió     | Vendég; Epizód: „Félelemből nem lehet bátor hírműsort készíteni - Rábai Balázs az Ötösben” |

## Hangos bemondásai

### Vonat
| Vonat                 | Vonal kezdete             | Pályaudvar                       |
| --------------------- | ------------------------- | -------------------------------- |
| Hortobágy EuroCity    | Záhony                    | Bécs (Wien HBF.)                 |
| Corona InterCity      | Brassó (Braşov)           | Budapest-Keleti                  |
| Hargita InterCity     | Brassó (Braşov)           | Budapest-Keleti                  |
| Traianus InterCity    | Temesvár (Timişoara Nord) | Budapest-Keleti                  |
| Transilvania EuroCity | Brassó (Braşov)           | Budapest-Keleti                  |
| Takta InterCity       | Miskolc                   | Budapest-Nyugati, Miskolc-Tiszai |
| Ady Endre InterCity   | Kolozsvár (Cluj Napoca)   | Budapest-Keleti                  |